# Europeade

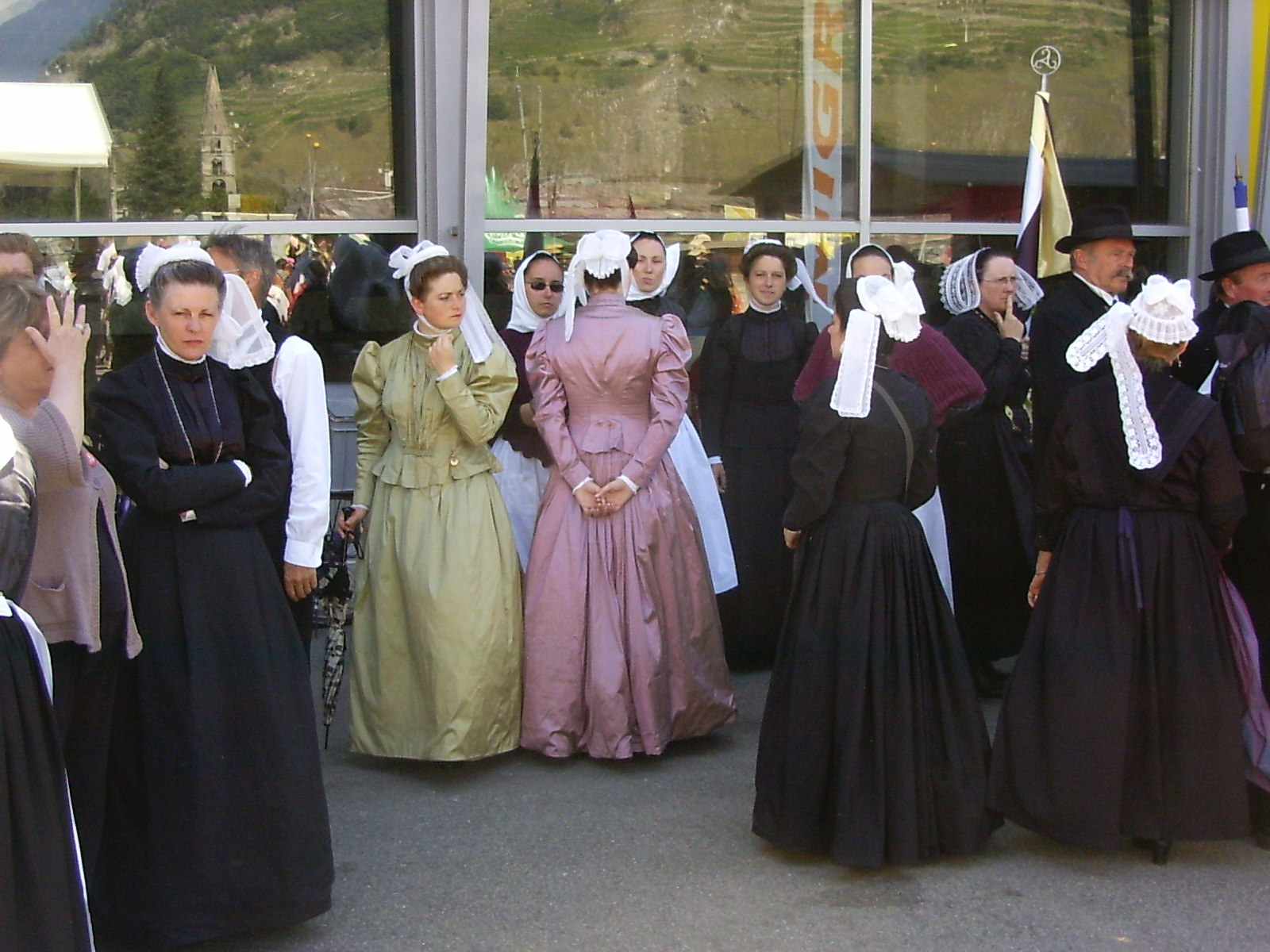
Europeade 2008 en Martigny (Suiza).

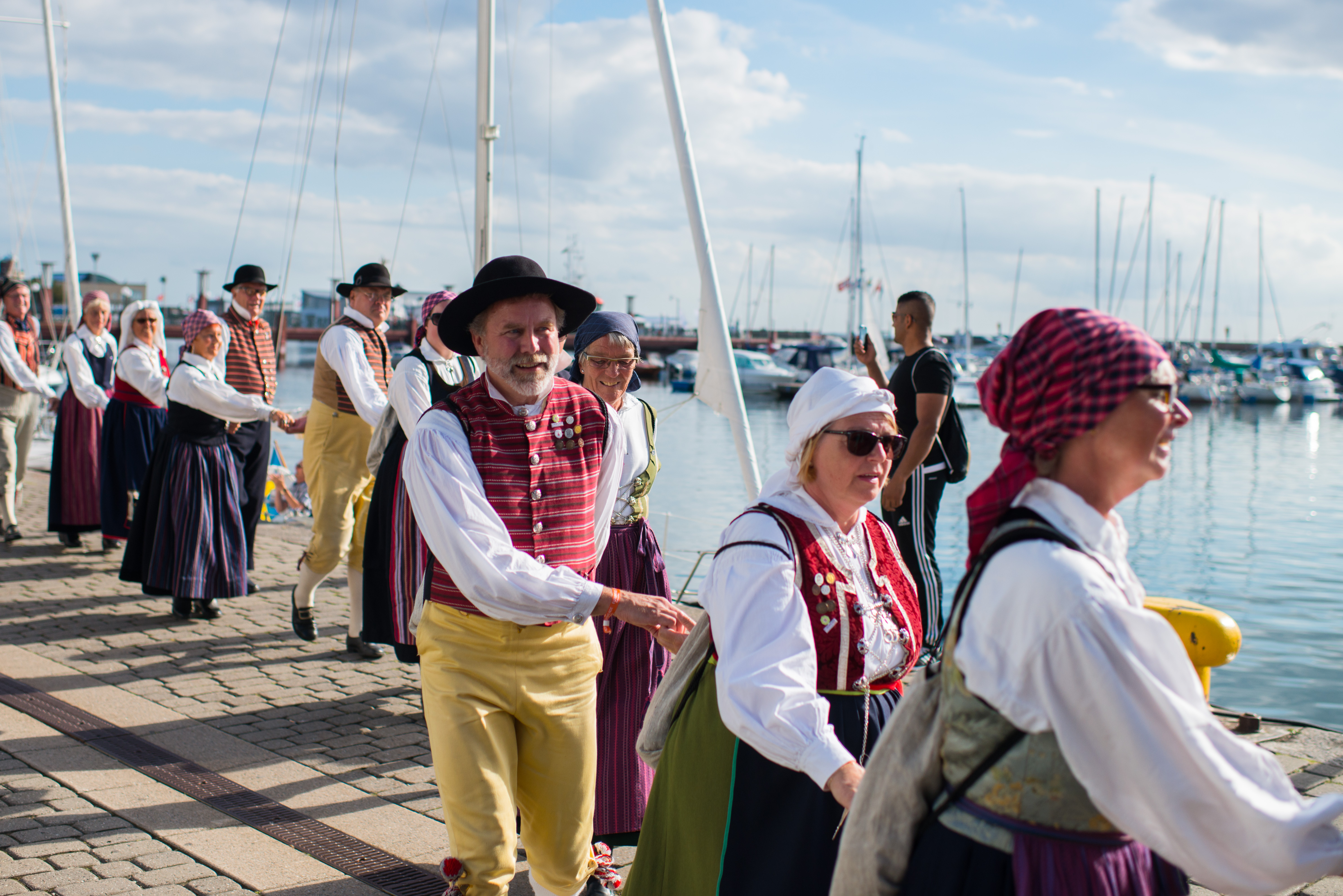
Europeade 2015 en Helsingborg, Suecia.

La Europeade es un festival cultural europeo, fundamentalmente musical, que tiene lugar en una ciudad de un país diferente cada año desde 1964. 

## Ediciones

### Anteriores ediciones
- 1964 - Amberes, Flandes, Bélgica
- 1965 - Dortmund, Westfalia, Alemania
- 1966 - Amberes, Flandes, Bélgica
- 1967 - Valencia, Valencia, España
- 1968 - Amberes, Flandes, Bélgica
- 1969 - Marche-en-Famenne, Valonia, Bélgica
- 1970 - Herzogenaurach, Baviera, Alemania
- 1971 - Amberes, Flandes, Bélgica
- 1972 - Annecy, Alta Saboya, Francia
- 1973 - Nuoro, Cerdeña, Italia
- 1974 - Amberes, Flandes, Bélgica
- 1975 - Marbella, Andalucía, España
- 1976 - Annecy, Alta Saboya, Francia
- 1977 - Nuoro, Cerdeña, Italia
- 1978 - Viena, Austria
- 1979 - Amberes, Flandes, Bélgica
- 1980 - Schwalmstadt, Hesse, Alemania
- 1981 - Martigny, Valais, Suiza
- 1982 - Gijón, Asturias, España
- 1983 - Viena, Austria
- 1984 - Rennes, Bretaña, Francia
- 1985 - Turín, Piamonte, Italia
- 1986 - Figueira da Foz, Beira Litoral, Portugal
- 1987 - Múnich, Baviera, Alemania
- 1988 - Amberes, Flandes, Bélgica
- 1989 - Libourne, Aquitania, Francia
- 1990 - Valladolid, Castilla y León, España
- 1991 - Rennes, Bretaña, Francia
- 1992 - Figueira da Foz, Beira Litoral, Portugal
- 1993 - Horsens, Jutlandia, Dinamarca
- 1994 - Frankenberg, Hesse, Alemania
- 1995 - Valencia, Valencia, España
- 1996 - Turín, Piamonte, Italia
- 1997 - Martigny, Valais, Suiza
- 1998 - Rennes, Bretaña, Francia
- 1999 - Bayreuth, Baviera, Alemania
- 2000 - Horsens, Jutlandia, Dinamarca
- 2001 - Zamora, Castilla y León, España
- 2002 - Amberes, Flandes, Bélgica
- 2003 - Nuoro, Cerdeña, Italia
- 2004 - Riga, Letonia
- 2005 - Quimper, Bretaña, Francia
- 2006 - Zamora, Castilla y León, España
- 2007 - Horsens, Jutlandia, Dinamarca
- 2008 - Martigny, Valais, Suiza
- 2009 - Klaipėda, Lituania
- 2010 - Bolzano, Italia
- 2011 - Tartu, Estonia
- 2012 - Padua, Véneto, Italia
- 2013 - Gotha, Turingia, Alemania
- 2014 - Kielce, Santa Cruz, Polonia
- 2015 - Helsingborg, Escania, Suecia
- 2016 - Namur, Valonia, Bélgica
- 2017 - Turku, Finlandia

### Próximas ediciones
- 2018 - Viseu, Beira Alta, Portugal
- 2019 - Fracjenberg (Eder), Alemania